# Thudaka Peak
Thudaka Peak är en bergstopp i Kanada.   Den ligger i provinsen British Columbia, i den centrala delen av landet, 3 700 km väster om huvudstaden Ottawa. Toppen på Thudaka Peak är 2 748 meter över havet.
Terrängen runt Thudaka Peak är kuperad västerut, men österut är den bergig. Thudaka Peak är den högsta punkten i trakten. Trakten runt Thudaka Peak är nära nog obefolkad, med mindre än två invånare per kvadratkilometer.. Det finns inga samhällen i närheten.
Trakten runt Thudaka Peak består i huvudsak av gräsmarker.